# (35682) 1999 BP2
1999 BP2 (asteroide 35682) é um asteroide da cintura principal. Possui uma excentricidade de 0.13160730 e uma inclinação de 6.34825º.
Este asteroide foi descoberto no dia 18 de janeiro de 1999 por Takao Kobayashi em Oizumi.